# Kapustînskîi Lis, Zbaraj
Kapustînskîi Lis (în ucraineană Капустинський Ліс) este un sat în comuna Kapustînți din raionul Zbaraj, regiunea Ternopil, Ucraina. Satul este situat în nord-estul regiunii istorice Galiția.

## Demografie
Componența lingvistică a localității Kapustînskîi Lis
     Ucraineană (97,62%)
     Rusă (2,38%)
Conform recensământului din 2001, majoritatea populației localității Kapustînskîi Lis era vorbitoare de ucraineană (97,62%), existând în minoritate și vorbitori de rusă (2,38%).